# Plectoneura penumbrata
Plectoneura penumbrata là một loài bướm đêm trong họ Geometridae.